# Vijetnam na Olimpijskim igrama 2016.
Vijetnam je nastupio na Ljetnim olimpijskim igrama 2016. u Brazilu.

## Plivanje

### Plivači koji su ostvarili OQT
- 400 m mješovito (Ž): Nguyễn Thị Ánh Viên

## Streljaštvo
- 50 m pištolj (M): Hoàng Xuân Vinh
- 10 m zračni pištolj (M): Trần Quốc Cường